# Полна
Полна (чеш. Polná) град је у Чешкој Републици. Град се налази у управној јединици Височина крај, у оквиру којег припада округу Јихлава.

## Становништво
Према подацима о броју становника из 2014. године град је имао 5.116 становника.